# メイプルヒルスキーリゾート
メイプルヒルスキーリゾートは、かつて栃木県塩谷郡藤原町（現・日光市）にあったスキー場である。1989年12月に開設され、2000年に閉鎖された。

## 概要
鶏頂山観光開発（本社：東京）が、鶏頂山の西斜面の約100ヘクタールを1988年9月から総工費32億円をかけて工事を開始し、1989年12月16日にオープンした。全長2kmのカナディアン感で統一されたゲレンデやセンターハウスであった。開発設計はフケタ都市開発。
1961年開設の鶏頂山スキー場に隣接しており、ゲレンデ内でも行き来可能なため、スキー場ガイドによっては一緒に紹介されたが、リフト券は個別に販売であった。
1999年に運営をしていた鶏頂山観光開発が銀行取引停止により倒産した。
2020年時点で跡地は再利用されていない。

## 設備
リフト4基（第1クワッド、第2高速ペア、第3ペア、第4ペア）。ナイター設備あり。センターハウスには有料の仮眠室や650席のレストランを備えていた。